# Burmantis asiatica
Burmantis asiatica (лат.) — вид вымерших насекомых из отряда богомоловых. Обнаружен в меловых бирманских янтарях из отложений Юго-Восточной Азии (штат Качин, около Мьичина, север Мьянмы, около 100 млн лет).

## Описание
Мелкого размера богомолы, чьи останки были обнаружены в куске янтаря размером около 10 мм. Брюшко короткое и широкое. Нижнегубные щупики состоят из 3 сегментов. Церки из 12 сегментов. 
Вид Burmantis asiatica был впервые описан в 2003 году американским палеоэнтомологом Дэвидом Гримальди (Grimaldi David A., American Museum of Natural History, США), вместе с видами Santanmantis axelrodi, Ambermantis wozniaki, Burmantis lebanensis и Burmantis burmitica.
Вид Burmantis asiatica является типовым для рода Burmantis. Родовое название Burmantis происходит от двух слов: Бирма (Burma, старое название Мьянмы) и богомол (Mantis). Видовое название asiatica дано по месту обнаружения  голотипа.
В 2006—2016 годах род включали в семейство Gryllomantidae Gorochov, 2006, но позже семейство признали искусственной группой и род отнесли непосредственно к отряду богомоловых.